# Chaironeia
Chaironeia är en stad i Boiotien i Grekland, känd för slaget vid Chaironeia år 338 f.Kr., då Filip II besegrade Aten och Thebe. Den är också för ett senare slag 86 f.Kr, då Sulla besegrade Mithradates, och som Plutarchos födelseort.
Staden erövrades 447 f.Kr. av atenarna efter ett uppror.